# Karl Michael Derwahl
Karl Michael Derwahl (* 31. Dezember 1953 in Hamburg) ist Mediziner, Hochschullehrer und war zwischen 2004 und 2018 Ärztlicher Direktor des St. Hedwig-Krankenhauses in Berlin-Mitte, akademisches Lehrkrankenhaus der Charité. Gemeinsam mit den Mitgliedern des Krankenhausdirektoriums – Geschäftsführer und Pflegedirektorin – koordinierte er die Fachbereiche Innere Medizin, Chirurgie, Anästhesie und Intensivmedizin, Urologie, Uro-gynäkologie, Psychiatrie, Psychotherapie und Psychosomatik in ihren ärztlichen Aspekten. Bis 2023 leitete er das Institut für klinische Forschung und Entwicklung in Berlin (Ikfe Berlin GmbH).

## Werdegang
Nach dem Besuch des Matthias-Claudius-Gymnasiums in Hamburg studierte Derwahl Medizin und Psychologie an der Universität Hamburg. Nach seiner Promotion auf dem Gebiet der Inneren Medizin begann Derwahl eine Tätigkeit an den Medizinischen Universitätskliniken in Kiel und Bochum. Forschungsaufenthalte führten ihn außerdem an die Universitäten Bern und San Francisco. Derwahl kehrte 1993 nach Deutschland zurück und habilitierte sich. Es folgte eine Anstellung als Chefarzt in Wilhelmshaven, bevor Derwahl an das St. Hedwig-Krankenhaus (SHK) in Berlin-Mitte ging, wo er ab 2001 als Chefarzt der Klinik für Innere Medizin tätig war. Von 2004 bis zu seiner Versetzung in den Ruhestand 2018 wirkte er zudem als Ärztlicher Direktor des SHK. Als ärztlicher Direktor der St.-Hedwig-Kliniken folgte ihm der Mediziner Ralf Tunn. Derwahl führte nach seinem Ausscheiden aus den Kliniken noch eine Privatpraxis für Endokrinologie und Diabetologie in Berlin-Mitte, die er im Herbst 2023 an eine Nachfolgerin übergab.

## Wirken
Derwahl forschte und arbeitete in den Bereichen Endokrinologie, internistische Intensivmedizin und Diabetologie und veröffentlichte mehrere Werke zu diesen Themen. Weitere von ihm forcierte Forschungen liefen auf den Gebieten Erkrankungen der Hirnanhangdrüse und der Nebennieren, der Schilddrüse sowie Störungen männlicher Hormone. Er gilt als Experte für Stoffwechsel- und Schilddrüsenerkrankungen.
Zwischen 1998 und 2016 bestand eine Arbeitsgruppe zu Schilddrüsenerkrankungen im SHK, die Derwahl leitete und in der Doktoranden aus aller Welt betreut wurden. Die Universität Nanjing für Chinesische Medizin nahm das 15-jährige Bestehen der engen Zusammenarbeit mit dem SHK zum Anlass, um Derwahl im April 2013 den Ehrentitel Professor honoris causa (Prof. h. c.) zu verleihen. Derwahl betreute zahlreiche Doktoranden an der FU Berlin, Sektion Medizin.
Im Jahr 2003 gründete Derwahl das Institut für klinische Forschung und Entwicklung Berlin GmbH und führte in Zusammenarbeit mit dem SHK Studien zur Wirksamkeit von Arzneimitteln bei Diabetes mellitus, Fettstoffwechselstörungen, Herz-Kreislauf-Erkrankungen, Erkrankungen der Schilddrüse, Bluthochdruck, Obstipation und Lungenerkrankungen durch. Er hielt Vorträge bei Fortbildungsveranstaltungen für Fachärzte, die zum Beispiel im Medizinischen Versorgungszentrum in der Mecklenburgischen Straße in Berlin stattfanden. Außerdem trat er als Kursleiter für die Ausbildung zu Endokrinologie-Assistenten auf. Für die Merck Pharma GmbH betreute Karl Michael Derwahl Veröffentlichungen über Schilddrüsenprobleme. Im Jahr 2016 leitete er das Endokrinologische Speziallabor im SHK zusammen mit der Ärztin Susanne Priem.
In der Sektion Angewandte Endokrinologie (SAE) der Deutschen Gesellschaft für Endokrinologie (DGE) wirkte Derwahl als Präsident und Sprecher der Akademie für Ärztliche Fortbildung. In dieser Funktion war er zugleich Mitglied in der Weiterbildungskommission der Deutschen Gesellschaft für Innere Medizin. Derwahl war Erster Vorsitzender im Verein Berliner Diabetesgesellschaft.

## Veröffentlichungen (Auswahl)
- Mitarbeit an: Ulrich Tuschy: Latente Hyperthyreosen. Uni-Med Verlag, 2000, ISBN 978-3-8374-5029-3 (3. Auflage 2008).
- The Thyroid and Cardiovascular Risk. In: Merck European Thyroid Symposium, Berlin, 10–13 June, 2004, ISBN 978-1-58890-418-8.
- Mitarbeit an: G. K. Stalla (Hrsg.): Therapielexikon Endokrinologie und Stoffwechselkrankheiten, Springer-Verlag Berlin, 2007.
- Mitarbeit an: Cees J. Tack, Vladimir Christov, Bastiaan E. de Galan, Karl-Michael Derwahl, Gerhard Klausmann, Terezie Pelikánová, Jindra Perusicova, Anders H. Boss, Nikhil Amin, David Kramer, Richard Petrucci, Wen Yu MD and the 005 Study Group: Randomized Forced Titration to Different Doses of Technosphere Insulin Demonstrates Reduction in Postprandial Glucose Excursions and Hemoglobin A1c in Patients with Typ 2 Diabetes, In: Journal of Sci Technol Vol 2, Issue 1, January 2008.[17]
- Mitarbeit an: Helmut Schatz, Andreas F. H. Pfeiffer: Diabetologie kompakt: Grundlagen und Praxis. Springer-Verlag, 2014.

Monografien
- Die hormonelle Regulation des sexualhormonbindenden Globulins bei Mädchen während der sexuellen Entwicklung. Universität Hamburg, 1980, DNB 820519146 (Dissertation).
- mit Peter E. Goretzki, Klaus Mann: Molecular aspects in the pathogenesis and diagnostics of thyroid diseases: Tagung der Sektion Schilddrüse der Deutschen Gesellschaft für Endokrinologie, Castrop-Rauxel, November 22-23, 1996. Barth, Heidelberg / Leipzig 1996.
- Als Herausgeber: Autoimmunerkrankungen der Schilddrüse. Verlag Uni-Med, 2006, ISBN 978-3-8374-2351-8[18] (3. Auflage 2015).
- Schilddrüsenhormon: Regulation und Substitution (= Akademie für Fort- und Weiterbildung – DGE. Band 12). Dr. M. Jordan, Erlangen 2013, DNB 112726771X.
- mit Frank Grünwald: Diagnostik und Therapie von Schilddrüsenerkrankungen: Ein Leitfaden für Klinik und Praxis. Lehmanns Media, Berlin 2014, ISBN 978-3-86541-765-7 (3. Auflage 2019).